# 梅普爾萊克 (明尼蘇達州)
梅普爾萊克（英語：Maple Lake）是一個位於美國明尼蘇達州賴特縣的城市。

## 人口
根據2020年美國人口普查的數據，梅普爾萊克的面積為5.78平方千米，當中陸地面積為5.72平方千米，而水域面積為0.06平方千米。當地共有人口2159人，而人口密度為每平方千米374人。